# Сан-Ніколас (округ)
Округ Сан-Ніколас (ісп. San Nicolás) — адміністративно-територіальна одиниця 2-ого рівня у провінції Буенос-Айрес в центральній Аргентині. Адміністративний центр округу — Сан-Ніколас-де-лос-Аройос (ісп. San Nicolás de los Arroyos).
Населення округу становить 145857 осіб (2010). Площа — 680 кв. км.

## Історія
Округ заснований у 1784 році.

## Населення
У 2010 році населення становило 145857 осіб. З них чоловіків — 71171, жінок — 74686.

## Політика
Округ належить до 2-ого виборчого сектору провінції Буенос-Айрес.